# Подделка подписи
Подде́лка по́дписи — имитация (подделка) чьей-либо подписи другим человеком.
В большинстве стран запрещено подделывать подписи на официальных документах. Подобная деятельность преследуется по закону.

## Способы подделки подписи
Различают следующие способы подделки подписи:
- Начертание похожей (а в отдельных случаях и непохожей) подписи рукой;
- Копирование подписи с применением специальных средств. Например, подделывающий может создать контур подписи при помощи копировальной бумаги или просто за счет давления карандашом, а затем его обвести ручкой.
- Копирование подписи на просвет, приложением к стеклу.

## Выявление подделки
Для выявления подделки проводится почерковедческая экспертиза, в ходе которой сомнительную подпись сравнивают с образцами настоящей подписи и почерком подозреваемого злоумышленника и/или того, кому она приписывается.
Для выявления подделки подписи, созданной с помощью технических средств, проводят технико-криминалистическое исследование. Подделку можно выявить по наличию штрихов подготовки, а также по признакам замедленной обводки. Например, штрихи подготовки видны при осмотре подписи в инфракрасных лучах.

## Наказание
Уголовная ответственность устанавливается вследствие обмена, продажи или безвозмездного их отчуждения. Преступление считается свершившимся после исполнения подделки предмета преступления или реализации такового.
Способ подделки не влияет на квалификацию нарушения закона. Подделка касается не только всего документа, но и его части (изменение в удостоверении фамилии).
Если факт наличия чужого автографа в каком-либо документе, например, в договоре не повлёк за собой серьёзных последствий, подписант может понести административную ответственность, как, например, в случае незаконного перевода пенсионных накоплений из ПФР в НПФ.